# تشارلز سويني
تشارلز سويني (بالإنجليزية: Charles Swini)‏ (28 فبراير 1985 بلانتاير مالاوي - 20 فبراير 2024) هو لاعب كرة قدم ملاوي. يلعب مع منتخب مالاوي منذ 2009.

## روابط خارجية
- تشارلز سويني على موقع قاعدة بيانات كرة القدم.إي يو (الإنجليزية)
- تشارلز سويني على موقع ناشيونال فوتبول تيمز (الإنجليزية)